# الكسندر ويلسون
الكسندر ويلسون (بالإنجليزية: Alexander Wilson )‏ (و. 1766 – 1813 م) هو عالم طيور، وشاعر، وعالم حيواني، وفنان، وكاتب مقالات، وكاتب من المملكة المتحدة .
توفي في فيلادلفيا (بنسيلفانيا)، عن عمر يناهز 47 عاماً.

## معرض صور

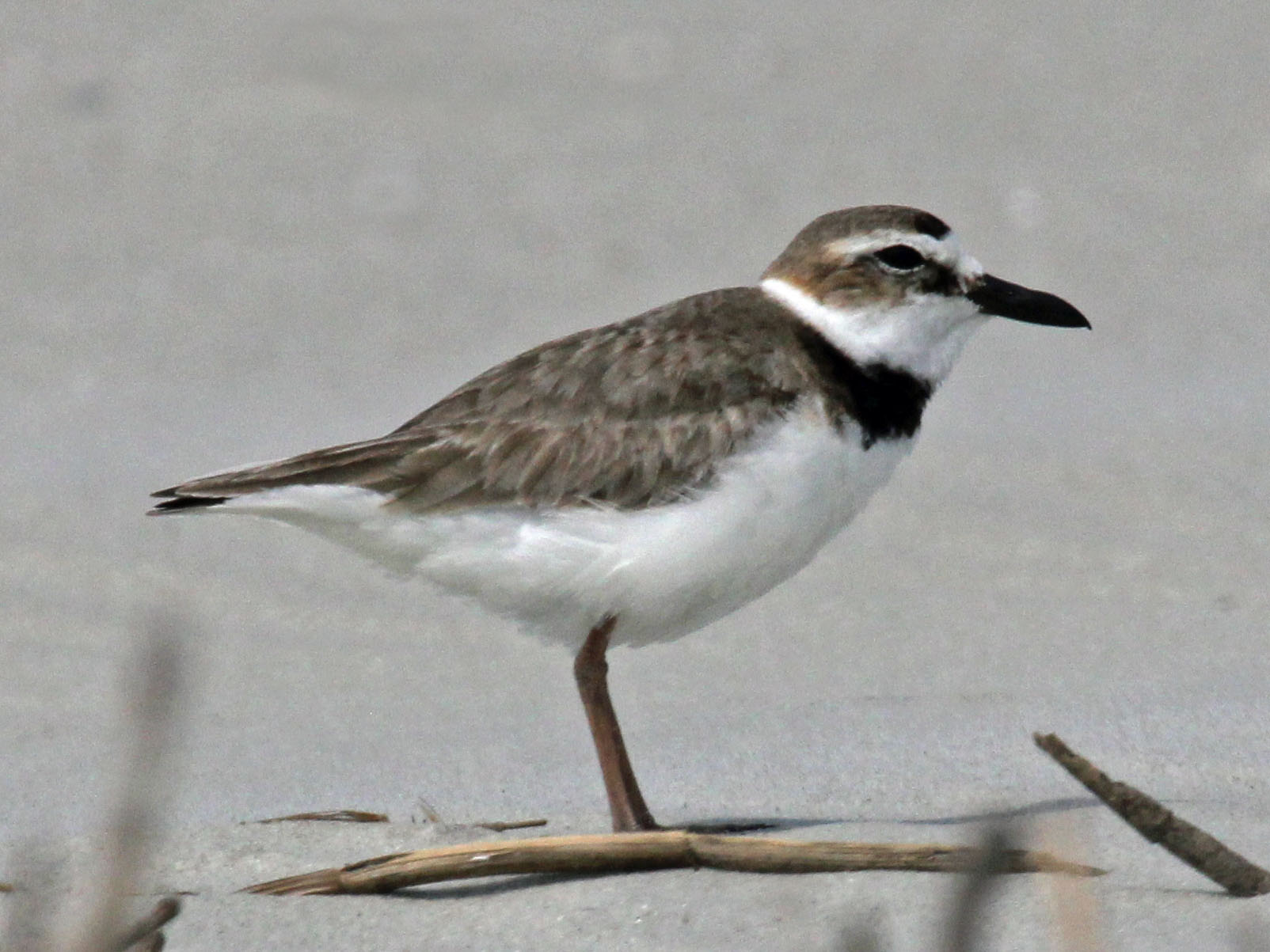
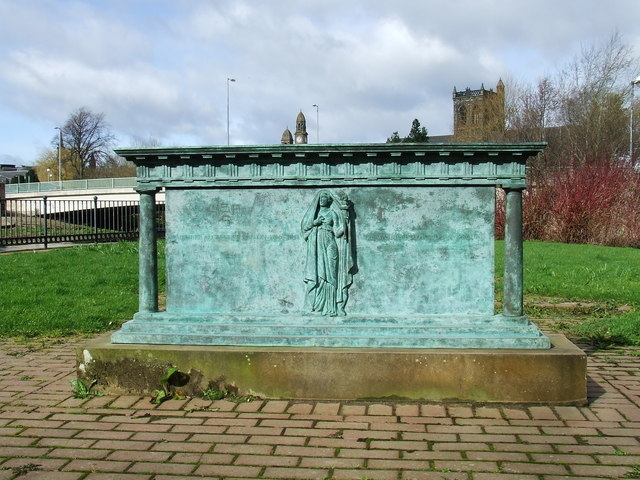
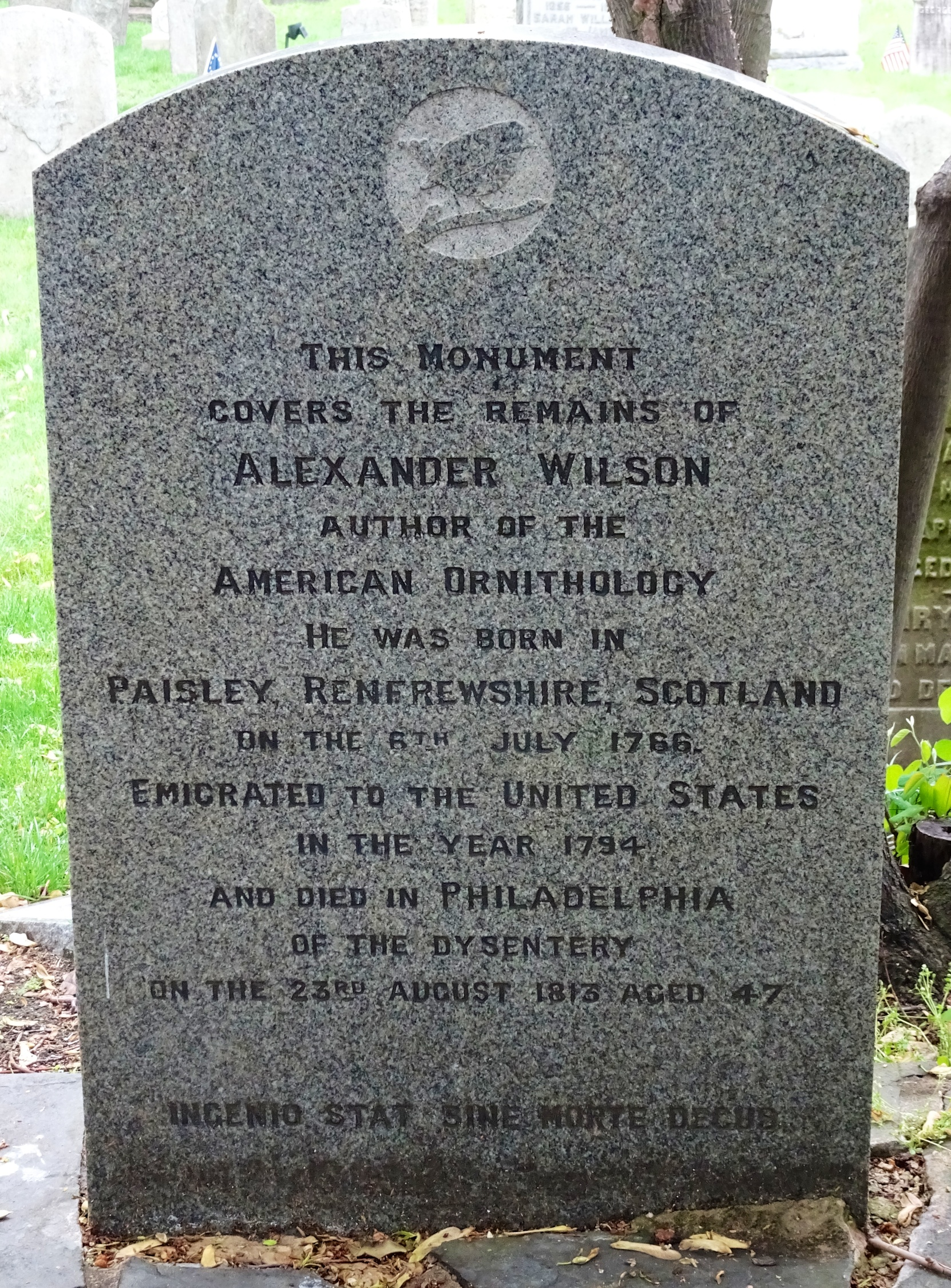

## روابط خارجية
- الكسندر ويلسون على موقع الموسوعة البريطانية (الإنجليزية)